# Kotlina Marciszowska
Kotlina Marciszowska – kotlina w południowo-zachodniej Polsce, w Sudetach Środkowych, w Kotlinie Kamiennogórskiej.

## Położenie
Kotlina położona jest na pograniczu Sudetów Zachodnich i Sudetów Środkowych, ok. 8 km na północ od centrum Kamiennej Góry. Od wschodu ograniczona jest Masywem Trójgarbu w Górach Wałbrzyskich, od zachodu i południowego zachodu Rudawami Janowickimi, a od północy i północnego zachodu Górami Kaczawskimi. Na południowym wschodzie łączy się z właściwą Kotliną Kamiennogórską, Obniżeniem Leska i Obniżeniem Kamiennej Góry.

## Charakterystyka
Kotlina Marciszowska stanowi niewielkie śródgórskie obniżenie położone na wysokości ok. 450–500 m n.p.m., wypreparowane w mało odpornych na denudację skałach. Leży pomiędzy pasmami górskimi o odmiennej budowie i kształtach: Górami Wałbrzyskimi, Kaczawskimi i Rudawami Janowickimi. Kotlina ze wszystkich stron otoczona jest górami, tylko od południowego wschodu poprzez wąski odcinek doliny Bobru łączy się przez obniżenie Leska z Kotliną Kamiennogórską, a w kierunku północno-zachodnim przez przełomowy odcinek Bobru między Górami Kaczawskimi i Rudawami Janowickimi z Kotliną Jeleniogórską.
Południowo-zachodni fragment Kotliny Marciszowskiej stanowią Góry Lisie, które niekiedy zaliczane są do Rudaw Janowickich lub do Wzgórz Bramy Lubawskiej.
Południowo-zachodni fragment kotliny położona jest na obszarze Rudawskiego Parku Krajobrazowego.

## Budowa geologiczna
Kotlina zajmuje północno-zachodni fragment niecki śródsudeckiej. Występują tu dolnokarbońskie piaskowce i zlepieńce, które przykryte są warstwą osadów czwartorzędowych, w tym także osadów polodowcowych. Ostateczny wygląd kotliny nastąpił w okresie epoki lodowcowej, kiedy to lądolód skandynawski naniósł w doliny i obniżenia grubą warstwę osadów oraz spowodował zmianę odpływu wód z Kotliny, gdyż wcześniej pra-Bóbr płynął na północ, w stronę doliny Kaczawy, a w czasie zlodowacenia utworzył nową, przełomową dolinę ku zachodowi, w stronę Kotliny Jeleniogórskiej.

## Rzeźba
Główne rysy rzeźby kotliny ukształtowały się w młodszym trzeciorzędzie, kilkanaście milionów lat temu, kiedy to zrównany stary masyw górski uległ ponownie wypiętrzeniu w czasie orogenezy alpejskiej. Kotlina jest pofałdowanym obszarem, przykrytym w plejstocenie osadami lodowcowymi. Rzeźba kotliny ma charakter falistej i pagórkowatej wysoczyzny porozcinanej dolinami rzek, lekko nachylonej w kierunku koryta Bobru.

## Krajobraz
Krajobraz kotliny jest podgórski. Najwyższe wzniesienia przekraczają 600 m n.p.m. (Góry Lisie). Cały obszar jest pofałdowany i poprzecinany korytami rzek. Poza nielicznymi wzniesieniami jest słabo porośnięty lasem. Jest to teren rolniczy, średnio zaludniony, większość obszaru zajmują łąki, nieużytki rolne i pola uprawne. Krajobraz jest przeobrażony, w znacznym stopniu zurbanizowany. Obszar kotliny jest ciekawy przyrodniczo i krajobrazowo, o walorach letniskowych. Wzdłuż koryt rzek ciągną się pasy zieleni z drzew liściastych, liczny jest również starodrzew w formie przydomowych nasadzeń.

## Klimat
Klimat jest niezbyt ostry i charakteryzuje się dużą zmiennością, co jest wynikiem braku łagodzących wpływów oceanicznych, odizolowanych grzbietami Karkonoszy i Rudaw Janowickich. Średnia roczna temperatura powietrza waha się między 5 a 7 °C. Opady roczne są w granicach 690–900 mm. Najcieplejszym miesiącem jest lipiec (14–16 °C), najzimniejszym styczeń (od −2 do −3 °C). Okres wegetacyjny trwa 200–210 dni.

## Wody
Kotlina należy do zlewiska Morza Bałtyckiego, położone jest w dorzeczu Odry. Największą rzeką jest Bóbr, lewostronny dopływy Odry, odwadniający kotlinę.

## Miejscowości
W centrum kotliny położony jest Marciszów, a w obrębie jej obszaru leżą częściowo miejscowości: Pustelnik, Domanów, Pastewnik, Świdnik, Ciechanowice, Wieściszowice.